# 獨孤損
獨孤損（9世纪？—905年7月5日），字又損，唐朝官员，出自河南独孤氏，云州刺史独孤密之孙，吏部侍郎独孤云之子。

## 簡介
獨孤損歷官禮部尚書。唐昭宗天复三年（903年），为兵部侍郎、同中書門下平章事。天祐元年（904年），判右三军事。天祐二年（905年）三月，裴枢、崔远、独孤损等人之相职被罢，獨孤損被貶為靜海節度使，後又流放到海南島，但還未出發，朱温在亲信李振鼓動下，在滑州白马驿（今河南滑县境）將崔遠與獨孤損等三十餘人殺害，投屍於黃河，史稱白馬之禍。
第四十一代文宣公孔邈為其外甥。